# Demsa (Nigeria)
Demsa es una Área de gobierno local del estado de Adamawa, en Nigeria, con una población estimada en marzo de 2016 de 238 400 habitantes.
Se encuentra ubicada al este del país, junto a la frontera con Camerún.